# Рипакандида
Рипака̀ндида (на италиански: Ripacandida, на местен диалект Rubbuacànnë, Рубуаканъ) е село и община в Южна Италия, провинция Потенца, регион Базиликата. Разположено е на 620 m надморска височина. Населението на общината е 1737 души (към 2013 г.).